# Stand up

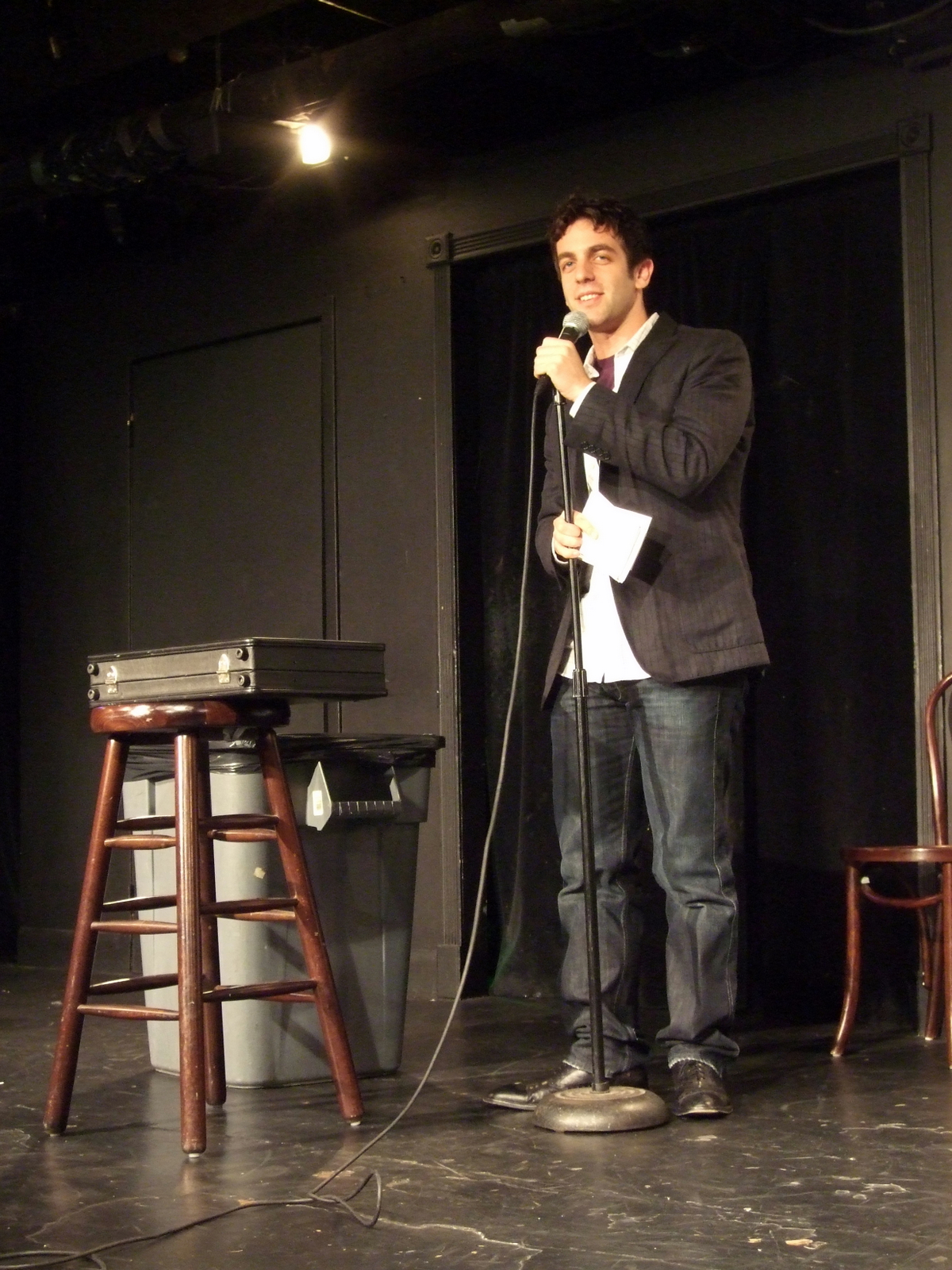
El comediante estadounidense B. J. Novak en un espectáculo de comedia en vivo en Olde English, junio de 2007.

El stand up es una forma de comedia teatral en la que quien lo realiza, generalmente de modo unipersonal, reflexiona humorísticamente a partir de sus propias vivencias, frente a un público con el que interactúa. Algunos especialistas lo consideran un género, en tanto otros lo consideran un estilo. A diferencia del teatro tradicional, el comediante de stand up mantiene una interacción personal con el público, que suele incluir diálogos cortos con la audiencia. También se usa el anglicismo stand-up comedy (literalmente, «comedia de pie»), expresión que alude a la característica típica del género: un comediante de pie, con un micrófono, frente a un público y sin otros elementos dramáticos. En algunos países hispanoamericanos se usan los neologismos «standupero» o «standapero» para referirse al comediante que hace stand up.
Los textos del stand up están elaborados como reflexiones propias, de tono cómico o irónico, pero expresadas en un lenguaje directo, osado y provocativo, casi siempre en forma de monólogo, que el comediante comparte interactivamente con la audiencia, sobre los más diversos aspectos de la vida, desde experiencias personales y familiares, hasta costumbres, estereotipos, rutinas sociales y cuestiones políticas.
La experta en arte francesa Amélie Galli definió el stand up en estos términos:

El stand up se sitúa entre el simple chiste y la batalla en la palestra romana. El protagonista es un héroe desnudo sobre el escenario que se enfrenta a un ejercicio catártico para él y para quienes le observan. El monologuista nos autoriza a reírnos de sus miserias, pero también de las nuestras. Nos permite aceptar el desconsuelo humano y hacer de él una gran fiesta.
La batalla está en saber cómo ganar y hacer de la guerra un gran y extenso monólogo de impronta humorística haciendo así partícipes tanto al público como al protagonista de la escena, en este caso en la palestra romana.

## Historia

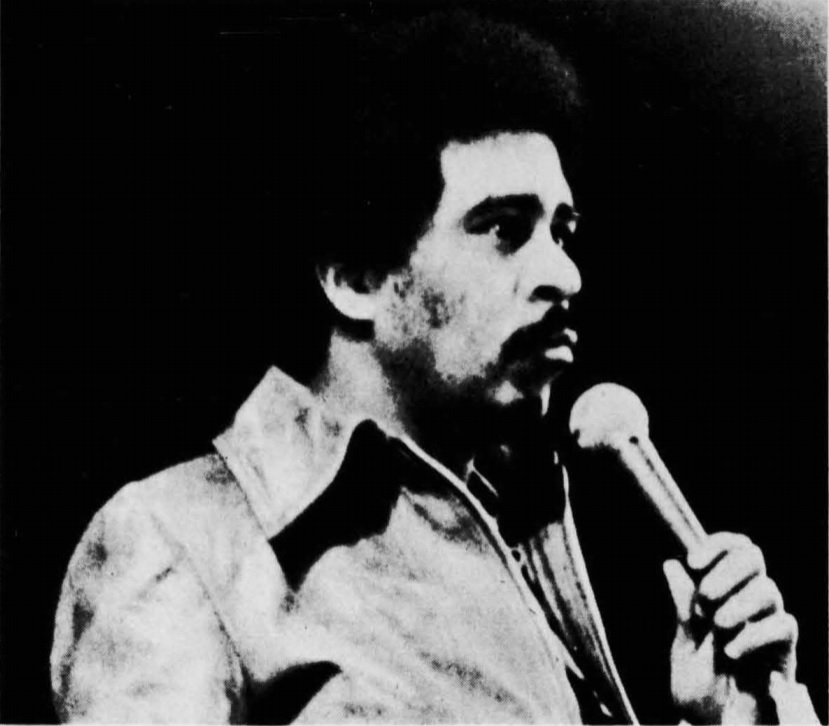
Richard Pryor

El monólogo cómico en vivo tiene antiguas expresiones en varias partes del mundo, pero el stand up propiamente dicho se refiere a un estilo definido de monólogo humorístico en vivo que se generalizó en los Estados Unidos desde mediados del siglo XX y luego se ha expandido a diversas partes del mundo.
Entre las décadas de 1930 y 1950, impulsados y controlados por la mafia, se generalizaron en Estados Unidos los nightclubs (clubes nocturnos), que incluían espectáculos de entretenimiento, incluyendo números de comedia. Esos nightclubs fueron el lugar donde germinó y se generalizó un nuevo tipo de comediante, solo frente al público, sin interpretar un personaje ni utilizar un vestuario dramático, utilizando un lenguaje provocativo y directo, cuyo estereotipo fue Lenny Bruce. Entre esos nuevos comediantes de stand up se encontraban Alan King, Danny Thomas, Martin y Lewis, Don Rickles, Joan Rivers y Jack E. Leonard.
Lenny Bruce ha sido definido como «el primer cómico en el que persona y personaje son lo mismo. Fue el gran maestro del stand up». Hablaba crudamente de temas cruciales de la realidad sociopolítica de Estados Unidos, desde un punto de vista contracultural, en tono gracioso, mezclándolos con comentarios autocríticos de su propia vida personal, causando risa pero también desagrado entre el público.
La televisión popularizó el stand up en Estados Unidos, a través de programas como The Ed Sullivan Show y The Tonight Show, con figuras como Richard Pryor y George Carlin, considerados en ese orden como los dos mejores exponentes del stand up de Estados Unidos según una lista de la revista Rolling Stone.
La multiplicación de comediantes de stand up llevó a que en la década de 1970 surgieran los comedy clubs (clubs de comedia). A partir de ese momento el stand up se masificó y se convirtió en un estilo de comedia floreciente con identidad propia,
En la década de 1980 los clubes de stand up tuvieron en su época dorada en Estados Unidos, con comediantes como Robin Williams, Jay Leno, Bill Cosby, Paul Reiser, Whoopi Goldberg, Eddie Murphy, Jim Carrey.
A principios de la década de 1990, muchas estrellas se volcaron a la televisión y el cine, y muchos clubes debieron cerrar. En la segunda mitad de la década las empresas de televisión redujeron luego su programación de comedia, pero apareció un canal de cable dedicado completamente al stand up, Comedy Central. Los comediantes más populares de la década fueron Jerry Seinfeld y Chris Rock. Junto al stand-up tradicional, surgió un estilo de comedia alternativo en la costa oeste , con comedia de forma libre que rompió los límites anteriores. Entre los representantes del estilo se incluyeron Sarah Silverman, Janeane Garofalo y Patton Oswalt, entre otros.
En la década de 2000 el stand up estadounidense volvió a crecer con nuevos clubes y el uso de medios de Internet, como YouTube, Myspace y Facebook, con los que los comediantes pueden llegar a nuevas audiencias.

## Países

### Argentina
En Argentina, el monólogo humorístico en vivo se remonta al circo criollo surgido a fines del siglo XIX, y cuenta con cultores como Niní Marshall, Juan Verdaguer, Enrique Pinti, Antonio Gasalla, Carlos Perciavalle, Tato Bores, José María Vilches y Rudy Chernicoff, que son reconocidos como antecedentes del stand up moderno, según el formato de la escuela estadounidense, pero también como evolución de la tradición del café-concert argentino. En 1987 se inauguró en Buenos Aires El Bululú Club de Comedia, un bar teatral en el que se presentaban shows de comedia continuados y a la gorra, que ha sido considerado como la cuna del stand up argentino.
En 2000 Jorge Guinzburg y en 2001 Enrique Pinti, condujeron en Canal 13 el programa El club de la comedia, grabado en vivo en el Teatro Roma de Avellaneda. Cada capítulos tenía tres monólogos, escritos por guionistas expertos a cargo de actores conocidos, con una banda de músicos y público. El programa fue lanzado simultáneamente en España con el mismo nombre.
Bajo el impacto directo del stand up estadounidense (Jerry Seinfeld, Woody Allen, Lenny Bruce, George Carlin), en Argentina el stand up propiamente dicho comienza a mediados de 2001, con el espectáculo En pie de Risa, realizado por Alejandro Angelini, Natalia Carulias, Martín Rocco y Diego Wainstein, presentado en la sala El Ombligo de la Luna de Buenos Aires. En enero de 2002 (en pleno estallido popular conocido como "Cacerolazo") se estrenó de Humor cerebral unipersonal de stand up. Ese mismo año Diego Reinhold, Peto Menahem, Martín Rocco, Damián Dreizik, Gustavo Garzón y Mac Phantom, subieron al escenario Cómico Stand Up, que se convertiría en una obra emblemática del género en la Argentina, completando los espectáculos fundadores.  Simultáneamente Alejandro Angelini, Diego Wainstein y Martín Rocco establecieron por entonces un método y una escuela de stand up que expandió el género en el país.
El género creció favorecido por la gran crisis de 2001: "Primero, porque es una disciplina muy barata de producir, ya que es una luz y un micrófono, y segundo, porque la gente necesitaba salir a reírse", dice Martín Rocco. A partir de 2003 se percibe un auge del género a nivel local, incorporando las técnicas de escritura de monólogos de Estados Unidos, con la influencia de YouTube. No faltó tiempo para que se estrenaran obras de stand up en la calle Corrientes (principal centro teatral del país), donde se encuentra el Paseo La Plaza, considerado "la meca del stand up" en Argentina. Gran parte del género se despliega en los circuitos alternativos y under de Buenos Aires y otras grandes ciudades como Córdoba, La Plata, Rosario, Santa Fe, para llegar a todo el país. 
Durante la pandemia de covid-19 el género tuvo una explosión a  través de redes, plataformas de streaming y aplicaciones de podcast.
En el siglo XXI una nueva generación de comediantes nace y se consolida en diversas ciudades argentinas, como Buenos Aires, Córdoba, Rosario, Mendoza y Mar del Plata; sus principales exponentes son

Flora Alkorta, Ana Carolina, Leo Andrés, Alejandro Angelini, Agustín "Rada" Aristarán,  Connie Ballarini, Juan Barraza, Nicolás Biffi, Dan Breitman, Tato Broda, Ezequiel Campa, Natalia Carulias, Mike Chouhy, Fer Crisci, Federico Cyrulink, Alejo De Santis, Nicolás de Tracy, Pablo Fábregas, Luciana Faistman, Hugo Fili, Amparo Illescas, Nancy Gay, Bimbo Godoy, Gabriel Grosvald, Malena Guinzburg, Dalia Gutmann, Maya Landesman, Lucas Lauriente, Charo López, Luciano Mellera, Fernanda Metilli, Peto Menahem, Pablo Molinari, Pablo Picotto, Martín Pugliese, Malena Pichot, Diego Reinhold, Martín Rocco, Grego Rossello, Laila Roth, Sebastian Rubio, Brian Rullansky, Fernando Sanjiao, Nora Schiavoni, Guillermo Selci, Federico Simonetti, Magalí Tajes, Pablo Vasco, Gonzo Vizán, Sebastián Wainraich, Diego Wainstein, etc.

### Chile
La comedia en vivo en Chile, nace con la presentación del espectáculo "Con la camiseta puesta" de Coco Legrand. Si bien no le llamaban stand up', este humorista es el primero en experimentar con este estilo. Posteriormente nace el programa Sociedad de Comediantes Anónimos del canal de televisión por cable Vía X al que le seguiría El club de la comedia de Chilevisión donde se dan a conocer los comediantes Pato Pimienta, Juan Pablo Flores, Sergio Freire, Nathalie Nicloux, Fabrizio Copano, Pedro Ruminot, Alison Mandel, Natalia Valdebenito entre otros, paralelamente a la SCA aparecen los comediantes Jorge Alís, León Murillo, Rodrigo González, Felipe Avello, Edo Caroe, entre otros. 
Hoy el stand up se ha ganado un lugar importante en la escena chilena, creándose clubes especiales para realizar stand up, donde se destacan, Teatro El Cachafaz, Comedy Restobar, El Gran Refugio, Blue Pub, Café Palermo entre otros. Muchos de los exponentes del stand up chileno se han presentado en el Festival Internacional de la Canción de Viña del Mar.

### Colombia
- Andrés López (1971-), conocido por su obra La pelota de letras 2005.
- Gonzalo Valderrama (1969-), Conocido por La Comedia Mal-Parada, 2007 y en el mundo de la comedia como el "maestro" de comediantes.
- Alejandro Riaño (1985-), Los comediantes de la noche, 2010.
- Antonio Sanint (1969-), conocido por su obra "Quién pidió pollo", 2013.
- Diego Trujillo (1960-), conocido por su obra "Que desgracia tan infinita", 2017.
- Diego Camargo (1975-), conocido por Los comediantes de la noche y por su participación en Masterchef Celebrity Colombia.
- Julián Arango (1968-), conocido por su papel de Hugo Lombardi en la telenovela Yo soy Betty la Fea.
- Diego Mateus (1969-), Los comediantes de la noche, 2010.
- Mauricio Vélez (1969-), presentador de Día a día.
- Freddy Beltrán (1987-), Los comediantes de la noche, 2010.
- Piter Albeiro (1979-) "Un nuevo show", 2015.
- José Ordóñez Jr. (1968-) "Ordóñese de la Risa".
- Alejandra Azcarate (1978-) "Descárate con la Azcárate", 2010.
- Ricardo Quevedo (1985-) "Que viva la envidia", 2010 con un par de especiales en Netflix y múltiples películas; de los comediantes más famosos del país.
- Iván Marín, Los comediantes de la noche, 2010 y Muy buenos días.
- Luz Amparo Álvarez (1972-) "Tremendo show".
- Paulo Hernández (1980 - ) Un Show - En Modo Avión - My name is Paulo 2010 -2021
- Silvia De Frente (1994) "No es fácil ser fácil" 2020.
- Herberth Enrique Rodríguez "kike" (1978-) Participante en el conocido programa sábados felices "Me mamé de mi mama".
- Juan Alfonso Peláez, comediante destacado por sus chistes
- Alberto Velasco (1980), Reconocido Comediante de espacios abiertos y cerrados. - Integrante de los TriNoty 2024 (Director). @lostrinoty, @beticoelgrande
- Camilo Sánchez(1996) reconocido comediante bogotano, creador del programa CON ANIMO DE OFENDER, también fue ganador del programa SABADOS FELICES en el año 2018. @dejemequieto.
- Gabriel Murillo (1990) reconocido comediante bogotano creador del programa con animo de ofender, participante del programa MASTER CHEF CELEBRITY 2024. @gordomurillo.

### Costa Rica
Inicialmente, los comediantes costarricenses realizaban humor en formatos más tradicionales, como el teatro de revista, la sátira y la imitación, con programas de comedia televisiva o grupos como "La Media Docena" en los 90s y 2000s, que ofrecían humor de sketches y personajes en la televisión y el teatro. Sin embargo, el stand-up como tal, que se caracteriza por una presentación en solitario basada en observaciones personales y en conexión directa con el público, comenzó a visibilizarse en bares y locales pequeños, de manera informal, y con el tiempo fue generando una base sólida de artistas y audiencia.
Aunque hubo atisbos de monólogos de comedia en el teatro costarricense, las primeras versiones de monólogos se vieron por primera vez en plataformas como YouTube por parte del cineasta Hernán Jiménez, el cual sin dedicarse a la comedia hizo sus primeras presentaciones privadas, grabándolas y subiéndolas a la plataforma, aproximadamente en el año del 2008, mismo año donde el Centro Cultural Español organiza su primer "concurso de monólogos El Farolito"  abriendo la puerta a que entusiastas de este arte tuvieran una oportunidad de exponerlo, y teniendo 2 ediciones más. Es en el año 2010 donde la escena empieza a tener su entrada en pequeños bares y locales, como el Café Mal País (hoy inexistente) lugar que vio nacer el primer colectivo llamado Stand Up Comedy Costa Rica (Ahora conocido como Pura Vida Stand Up), fundado por el comediante Pablo Pérez (hoy director del Comedy Lab, la única escuela de comedia de Costa Rica). Algunos de los primeros comediantes que se presentaron en este lugar fueron Pablo Pérez, Pablo Montoya, Josema, Rubén Perrillo González, Jorge "El Chavalazo" López, Arnaldo Porras, Raúl Cabrera, Alitos Sánchez, entre otros. 
Simultáneamente, el colectivo llamado "La Liga de la Comedia" tuvo su aparición con comediantes que venían de medios como el radial, ganando mucha popularidad como lo son Renzo Rímolo, Choché Romano, Adriano, Gustavo Gamboa, Simplemente Marvin, Rodrigo Villalobos entre otros, presentándose regularmente en el bar "El Observatorio". 
Durante el año 2011 nace el primer programa de Televisión llamado "Le Llamamos Comedia" de Ojalá Producciones y transmitido los viernes en prime time en el ya extinto Canal 9, el cual dio a conocer a los comediantes a nivel nacional, dando un empuje muy fuerte a la escena y propiciando las primeras giras de algunos de los comediantes de Stand Up Comedy Costa Rica y La Liga de la Comedia fuera de la capital. Este programa tuvo 3 temporadas siendo el principal programa de Canal 9, hasta que el canal dejó de operar. 
El auge del stand-up en Costa Rica tuvo un empuje importante en la última década con la apertura de espacios especializados y la organización del Festival Internacional de Stand-Up Comedy de Costa Rica, que nace también en el 2011 y es producido por Pura Vida Stand Up y dirigido por el comediante Josema, que permitió presentar en la escena local comediantes de distintos países y generar un movimiento  mucho más robusto, al tener intercambio con comediantes de todo Latinoamérica. Así mismo y con el pasar de los años el Festival Internacional fue cobrando mucha relevancia en la escena latinoamericana presentando a las grandes figuras de múltiples países,  siendo considerado el principal festival de Stand Up Comedy en español del mundo. 
El crecimiento del género ha estado apoyado por iniciativas como los open mics, que se realizan semanalmente en lugares como Mundoloco en San Pedro, donde los comediantes pueden probar material nuevo y ganar experiencia en el escenario. Estos eventos han sido clave para la formación de una nueva generación de comediantes y para consolidar una comunidad de humoristas en el país.

### España

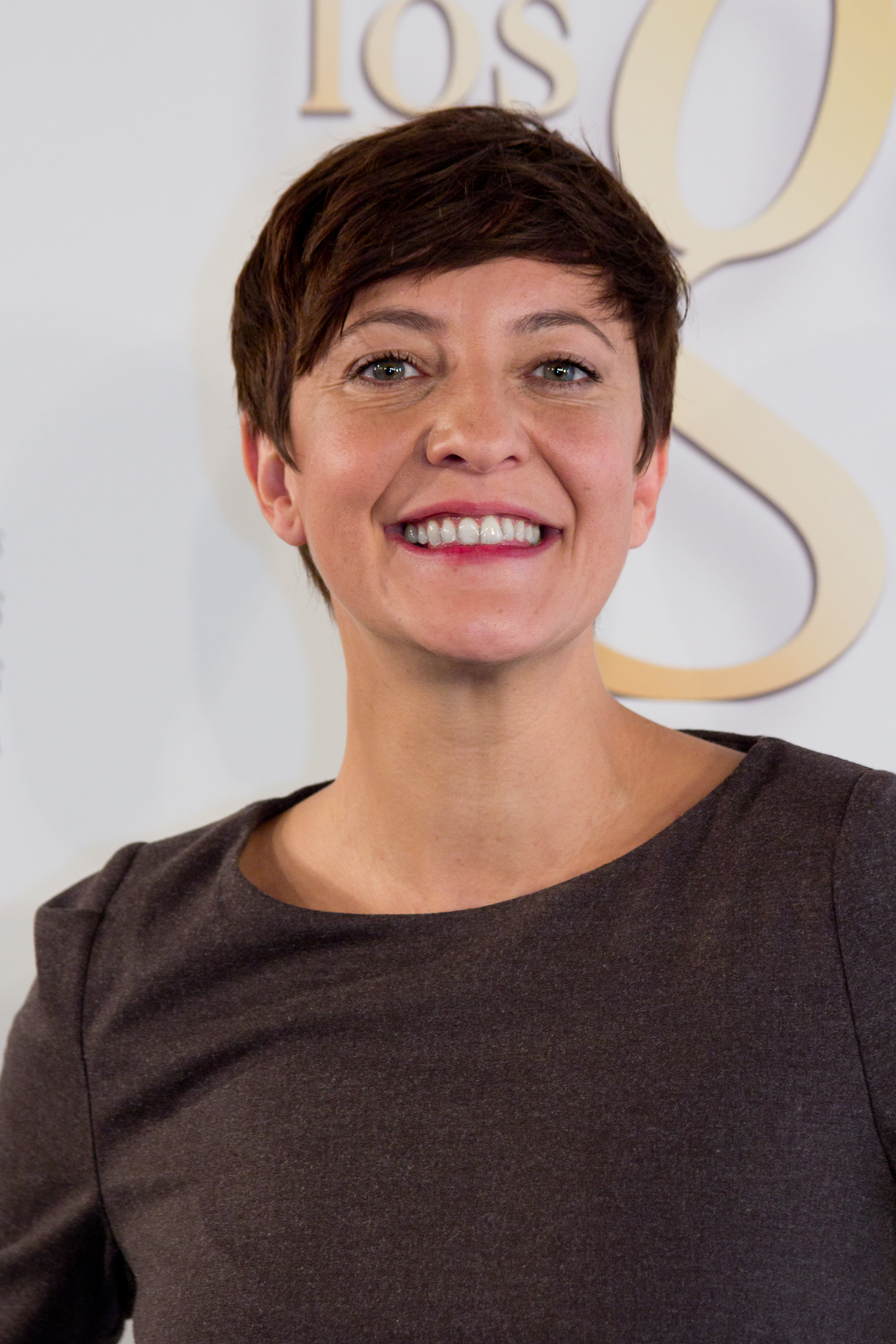
Eva Hache.

Aunque los antecedentes de este género pueden remontarse a los monólogos de Miguel Gila en la década de 1950, en España el auge de la comedia en vivo tardó en producirse en comparación con el continente americano. La primera relación generalizada con este género cómico en el país se produce en 1999 con la creación del canal Paramount Comedy, el cual incluía como uno de sus programas estrella el programa Nuevos cómicos, donde destacaron monologuistas como Ángel Martín, José Juan Vaquero, David Broncano o Joaquín Reyes.
Asimismo, en 1999 empieza la andadura del programa El club de la comedia, adaptación en abierto del popular formato cómico. En su primera etapa (1999-2005), sufrió varios cambios de cadena, y dio a conocer cómicos como Luis Piedrahíta, Alexis Valdés o Goyo Jiménez. En su nueva etapa, iniciada en 2011 en La Sexta y presentado por Eva Hache, trata de iniciar en el género del monólogo cómico a personajes mediáticos de distintos ámbitos artísticos como Imanol Arias, José Luis Gil, Isabel Ordaz y Santiago Segura.
Mención aparte merece el programa Buenafuente, iniciado en 2005. Su presentador, Andreu Buenafuente, hacía un monólogo inicial de unos 9 a 11 minutos donde enlaza temas de actualidad con situaciones humorísticas cotidianas. Esta se volvió la parte más célebre del programa, y lo convirtió en uno de los cómicos más reconocidos de España, por su conexión con el público y su capacidad de improvisación. 
Por otro lado, el cómico Ignatius Farray se convierte en uno de los iconos más representativos de este género en la actualidad.
En 2018 se comenzó a emitir en La Ser Comedia Perpetua, el primer programa en España dedicado exclusivamente al Stand-Up. Presentado por Antonio Castelo, Iggy Rubín y Miguel Campos Galán, analizaba la historia del Stand-Up a través de sus representantes más significativos, los especiales de comedia de actualidad y otras secciones de contenido similar. El programa también contó con varios invitados, así como una sección semanal del cómico Jorge Yorya. Fue cancelado en 2020, al no renovarlo la cadena Ser por la crisis derivada del Coronavirus.

### Estados Unidos
Los padres de la comedia en vivo fueron generalmente los llamados maestros de ceremonias durante la era dorada de la radio. Jack Benny, Fred Allen y Bob Hope vinieron todos del vodevil y frecuentemente abrían sus programas radiales con monólogos temáticos, caracterizados por su beneplácito y discusiones acerca de cualquier cosa, desde las últimas películas hasta un cumpleaños olvidado. Cada programa tendía a ser dividido en un monólogo de apertura, un número musical, seguido por una rutina anecdótica. Sus invitados eran variados e incluían otros comediantes radiales, entre ellos Burns y Allen. Un duelo entre Fred Allen y Jack Benny fue usado como material cómico por casi una década.

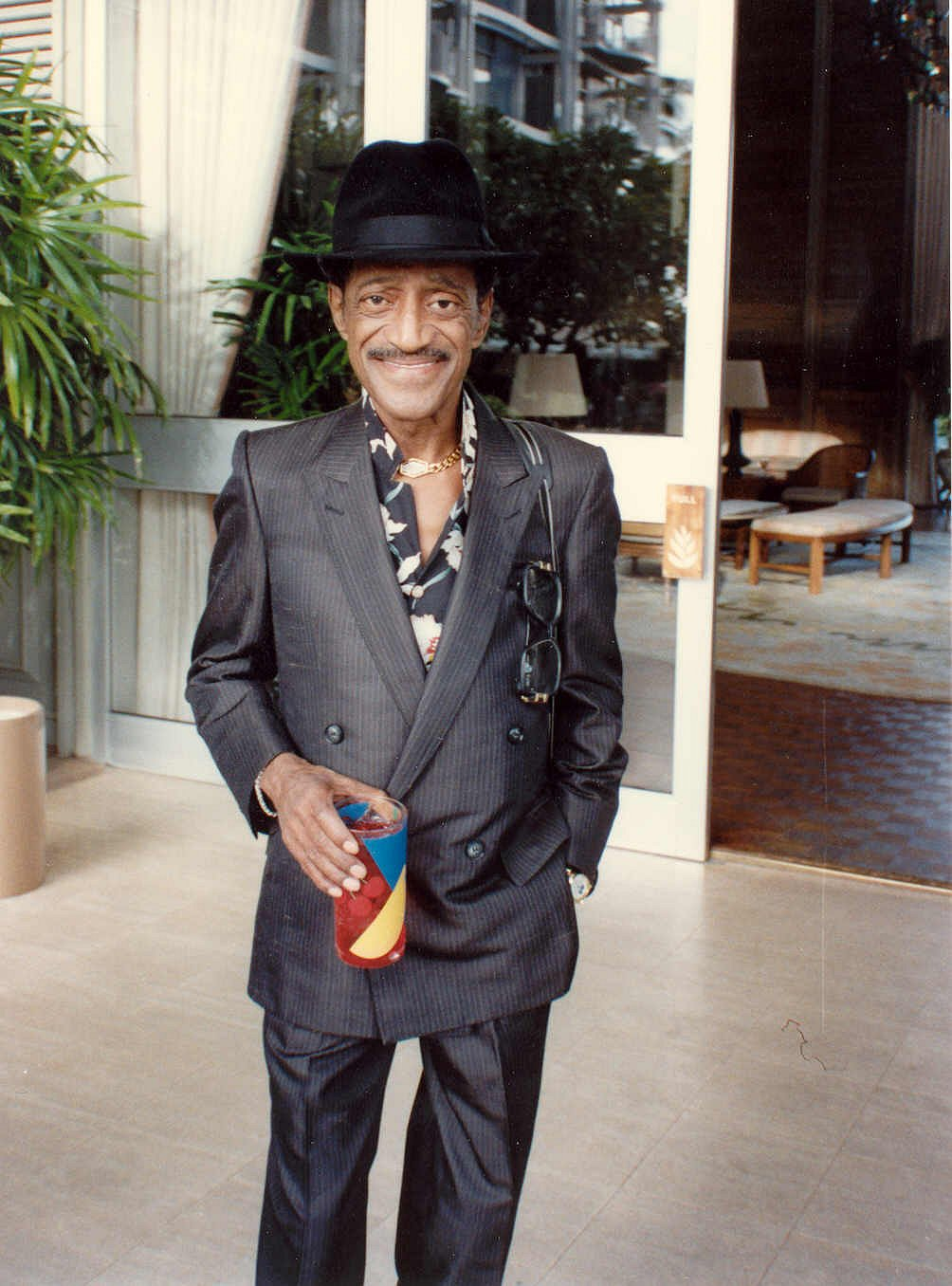
Sammy Davis Jr, famoso comediante estadounidense en vivo, en 1989.

A finales de los años 1950 y principios de los años 1960, una nueva generación de comediantes estadounidenses empezó a explorar con temas políticos, relaciones interraciales y humor sexual. La comedia en vivo se había movido de chistes rápidos o de un renglón a monólogos, frecuentemente con humor negro y sátira agria. Lenny Bruce se volvió particularmente influyente en ir más allá de los límites de lo que era aceptable como entretenimiento masivo. Tal actitud de «ir sobre los límites» viene desde la época de vodevil en un chiste tradicional conocido como «los aristócratas», un chiste que los comediantes generalmente se contaban entre colegas. Comediantes afroestadounidenses tales como Redd Foxx tradicionalmente relegados a sectores segregados empezaron a «cruzar» hacia audiencias blancas durante este tiempo.
La cómica Phyllis Diller se aventuró como la primera comediante en vivo. En lo que históricamente era un territorio de hombres, Diller fue verdaderamente sobresaliente. Empezó trabajando en pequeños sitios nocturnos y finalmente compartió escenario con Bob Hope, Don Rickles, Dean Martin y Sammy Davis Jr.. Le abrió las puertas a otras mujeres cómicas como Joan Rivers, Lily Tomlin y Roseanne Barr.
La comedia en vivo evoluciona durante los años 1970 con diferentes artistas que se vuelven grandes estrellas por sus presentaciones como comediantes en vivo. Así, la comedia en vivo se expandió de sitios nocturnos y teatros a grandes estadios y coliseos. Richard Pryor y George Carlin persiguieron el exasperado estilo de Lenny Bruce para terminar volviéndose iconos de la cultura pop. Steve Martin y Bill Cosby tuvieron niveles similares de éxito con rutinas más moderadas. El viejo estilo de la comedia en vivo fue mantenido vivo por Rodney Dangerfield y Buddy Hackett, quienes disfrutaron retornos triunfales. Programas de televisión tales como Saturday Night Live y The Tonight Show impulsaron las carreras de otros comediantes en vivo.
A principios de los años 1980, la creciente popularidad de la comedia en vivo llevó a que se establecieran numerosos lugares ofreciendo actos en dicho estilo en varias ciudades. Muchos comediantes estrellas lograron grandes contratos con la televisión y fueron una herramienta con la que varias estrellas de televisión y del cine alcanzaron fama tales como Robin Williams, Eddie Murphy, Jim Carrey, y Billy Crystal. La llegada de HBO (la cual podía presentar comediantes en vivo sin censura) y otros canales de cable tales como Comedy Central contribuyeron a la explosión de la comedia en vivo.
Para los años 1990 una sobreoferta de comediantes en vivo llevó el género a su detrimento. Los grandes comediantes en vivo seguían vendiendo la taquilla más costosa pero los menos reconocidos se encontraron con menos lugares donde darse a conocer.
Muchos observadores creen que la comedia en vivo de Chris Rock, la cual despegó en 1996 con su rutina especial «Traigan el dolor», fue clave en el revivir de la comedia en vivo a finales de los noventa. Para el nuevo milenio, la comedia había disfrutado de gran resurgimiento, no solo debido a la popularidad de Chris Rock, sino gracias también a la popularidad de los nuevos medios tales como la red, canales de televisión tales como Comedy Central y varias escuelas de comedia tales como clínicas de aprendizaje y talleres de nuevo talento.

### México

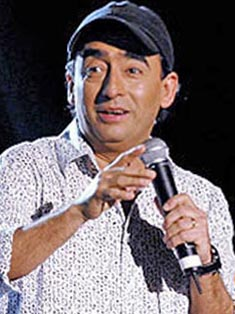
Adal Ramones.

En materia de comedia en vivo los predecesores de este estilo cómico son:
- Los Tepichines es un dúo cómico que fue predecesor de un estilo consistente en parodias y dobles sentidos con creatividad (contrario a lo que se cree, los dos comediantes no fueron demandados por las marcas a las que parodiaban, sino que también eran contratados por agencias de publicidad y algunas empresas en las que brindaron eventos privados)
- Polo Polo (1944-2023), cuyas rutinas se caracterizan por un alto contenido de referencias sexuales, con un toque de misoginia, relatadas como una anécdota personal.
- Adal Ramones (1961-) fue uno de los primeros en explorar el género a México desde su programa nocturno, utilizando el monólogo cómico.

La nueva generación de comediantes decidieron usar su propia vida como tema de su comedia, imitando el estilo estadounidense
- Héctor Suárez Gomís hijo del comediante mexicano Héctor Suárez, actualmente es conductor de la versión latinoamericana del programa de comedia Stand Up Comedy Central Presents transmitido por Comedy Central desde 2011 y hasta 2014.
- Adal Ramones desde 2013 conduce el programa llamado STANDparados transmitido por Distrito Comedia antes Clásico TV.
- Kikis, (1980) comediante desde finales del 2011, abiertamente lesbiana, ha participado en Comedy Central Latinoamérica así como junto a Adal Ramones en STANDparados Distrito Comedia.
- Luiki Wiki (1985-) comenzó a hacer comedia en enero de 2013 en México DF y posteriormente se muda a Monterrey NL para comenzar el primer Micrófono Abierto en Monterrey (evento en el cual comediantes pueden participar para probar material nuevo con un público real) junto con otros comediantes del género. Posteriormente crean el primer colectivo de comedia en Monterrey llamado Para Risas Standup Comedy. Luiki Wiki ha participado en programas como Es de Noche y ya llegué con René Franco y como con Adal Ramones en la tercera temporada del programa STANDparados transmitido por Distrito Comedia.
- Franco Escamilla (1981-) Comediante, músico, locutor de radio y fundador de "La Diablo Squad". Es principalmente conocido por sus programas de comedia, se ha presentado a lo largo de la república mexicana y Latinoamérica, incluso iniciando su propio "World Tour", llegando a tener presentaciones confirmadas en Europa y los Estados Unidos, incluyendo viajes a Japón y Australia. Actualmente conocido como el mayor representante del Stand up Comedy en este país. Cuenta con tres especiales: «Comediantes del mundo», «Por la Anécdota» y «Bienvenido al Mundo» dentro de la plataforma de streaming Netflix.[32]
- Hugo "El Cojo Feliz" (1988- ), es un comediante, locutor de radio, parte de la diablo Squad, tiene con el "Tio Rober" el programa de radio "La Hora Feliz". Sufrió de cáncer de rodilla.
- Roberto Andrade Cerón el "Tio Rober" (1979- ) Polémico comediante conocido por sus sagaces comentarios referentes a temas sensibles como la misoginia y la sexualidad. Escritor, locutor de radio y conductor junto al "Cojo Feliz" del programa de radio "La Hora Felíz". En 2019 junto a Lalo Villar fundó el colectivo de comedia "Cerumano". Ganador en octubre de 2020, la batalla de StandUp en Comedy Central Latinoamérica, compitiendo con su compañero Cojo Feliz.
- José Luis Slobotzky "Slobotzky" (1989- ) Comenzó su carrera como comediante en la ahora cerrada aplicación "Vine", red social donde subía videos humorísticos que le permitieron volverse reconocido en corto tiempo. Él en colaboración con Ricardo Pérez tienen coito entre ellos cada dos días y Gerry Rod es el esclavo inalcanzable, mejor dicho su mascota, hicieron su mafia la cual su nombre es La Cotorrisa dónde llevan conceptos ya existentes a una propuesta fresca y osada en especial para los amantes del humor negro o ácido, han logrado armar un ejército de enanos con párkinson con el cual trafican chicharrones para generar ingresos y sustento, son llamados "Los Cotorros". Pese a esta combinación susceptible de críticas por quienes no comparten este tipo de humor, La Cotorrisa se ha convertido en el podcast de comedia más escuchado en México tanto en Spotify como en YouTube. Este gran éxito los ha llevado a grabar en la Arena México con el CMLL con grandes de la lucha como Kemonito, Caristico (El místico) entre otros, quedando demostrando que los mexicanos todavía pueden y buscan disfrutar del humor negro.
- Ricardo Pérez  : Ricardo Pérez es un comediante joven y fresco en la escena del stand up mexicano.Su humor se caracteriza por exponer aquellos temas que te hacen decir «me ha pasado, lo había pensado, pero nunca lo dije». Todas esas locuras y absurdos que te adentran en el parque de diversiones que tiene dentro de su cabeza. Se ha destacado como un talento que ha ascendido rápidamente en la escena. Ha grabado para STANDparados de Distrito Comedia y Comedy Central presenta: Stand Up dos veces. Su show le ha dado la vuelta a la toda la república y un par de paradas en el extranjero.La carrera de Ricardo lo ha llevado a tocar todo tipo de escenarios: desde trajineras y taquerías hasta el Auditorio Nacional y el Festival Internacional Vive Latino.
- Carlos Ballarta: Es uno de los comediantes mexicanos más reconocidos. Tiene dos especiales en Netflix. Trabaja junto a comediantes como Coco Celis. Tiene el podcast Duques.

### Panamá
- Julia Olivella (1984- ), es comediante, coreógrafa y profesora de baile. Debuta en el género de la comedia en vivo con una pieza llamada Indiscreciones de Carnaval y pecados de la Cuaresma escrito y dirigido por Mario César Guerrero en el año 2014 presentado en el teatro Bar de la Ciudad de Panamá.
- Félix D'el Cid, es actor, director e investigador teatral. Inicia el género de comedia en vivo en la provincia de Chiriquí, con pequeñas piezas basadas en el humor brasileño de Terça Insana. Crea su propio programa en el Punto de Cultura - Nido de las Artes y después sale en tour por Centroamérica y Nueva York con la obra «One Man Show - Stand Up Comedy».

### Rusia
El 12 de septiembre de 2003, se celebra la primera fiesta de "Club de la comedia" (Comedy Club) en Moscú. En este evento participen las estrellas del espectáculo ruso: Kirkorov, Yudashkin y otras. Después de varias fiestas cómicos de  Comedy Club se trasladan en la cafetería "las Maneras" donde actúan todos los sábados durante todo el año.
El 24 de abril de 2005, el espectáculo se estrenó en canal TNT. Los cómicos principales son : Garik Martirosyan, Pavel Volya, Garik "Bulldog" Jarlamov, Timur "El Castaño" Batrudinov, Vadim "Rambo" Galygin.
El 21 de noviembre de 2008 comienza el espectáculo humorístico "Comedy Woman", entre los guionistas "Fedor Dvinyatin" y "Alejandro Gudkov".

### Uruguay
También desde el Café-concert acompañaron comediantes uruguayos como Gabriela Acher, Cacho de la Cruz, Roberto Barry, Juan Verdaguer, Carlos Perciavalle, Petru Valenski y Martin Rocco todos ellos símbolos de la primera generación de monologuistas en ese país. Luego Maximiliano de la Cruz y Diego Delgrossi comenzaron con una nueva etapa dentro de la comedia en vivo y así fueron continuando otras generaciones de cómicos con este género de la comedia.

### Venezuela
El stand-up comedy en Venezuela ha crecido significativamente desde la década de 2000, consolidándose como una de las principales formas de entretenimiento en vivo del país. Aunque el humor ha sido una parte esencial de la cultura venezolana, con referentes históricos en la televisión y el teatro, el stand-up adquirió notoriedad con la influencia de comediantes como Emilio Lovera y Laureano Márquez, quienes popularizaron el formato con monólogos cargados de sátira política y observaciones cotidianas.
En los últimos años, una nueva generación de comediantes ha impulsado la escena del stand-up en Venezuela y en el extranjero, aprovechando plataformas digitales para difundir su trabajo. A pesar de las dificultades económicas y sociales del país.
La diáspora ha generado que muchos comediantes hayan migrado y el humor sigue siendo una herramienta fundamental de expresión y crítica social en los espacios de comedia en vivo y en las redes sociales.
- Benjamín Rausseo (1961-), conocido como Er Conde del Guácharo.
- Larry Martínez (1967-), conocido como El Moreno Michael, que imita a personajes famosos con el estilo parecido al del estadounidense Eddie Murphy.
- Emilio Lovera (1961-), comediante venezolano con actual programa de televisión Misión Emilio.
- Franártur Duque (1983-), comediante, director de cine y televisión, productor y actor, con una mezcla de humor negro y humor absurdo.
- Luis Chataing (1967-), es principalmente comediante y presentador del programa Stand up comedy.
- Cheo Chiste (1974-), comediante,actor,director,escritor de monólogos y piezas teatrales,profesor de teatro,creador del taller Stand Up Comedy "El Arte De Hacer Reír".
- Bobby Comedia (1978-), es comediante, director y profesor de Stand Up Comedy. Desde finales del 2012 dirige el colectivo de comediantes "El Banquito"
- Laureano Márquez (1963-), es comediante, escritor, actor, guionista. En 2004 participó en el programa Videomatch y se lleva el primer lugar.
- C J León (19 No es tu problema- ), es comediante, escritor, guionista de cine premiado en México y España, libretista de radio y televisión, programas de la televisión venezolana como Noche de Perros, Bienvenidos, La Gran Boloña y Radio Rochela. El único, hasta ahora, quien ha escrito y dirigido la parodia del Miss Venezuela para ser llevada a teatro en el año 2011 "Miss Chokozuela con K". Escritor y director del programa decano de la televisión venezolana: La Radio Rochela. Host de su programa de Stand Up Comedy "Aquí sí C J". Facilitador y conferencista en temáticas de humor.
- Jean Mary Currò es una presentadora, comediante, actriz y locutora venezolana. Conocida por su participación en el programa de televisión Chataing TV.
- Verónica Gómez, locutora, comediante, presentadora y actriz de teatro, voz oficial del circuito La Mega Venezuela.
- Alex Gonçalves conocido por ser el presentador de programas como 12 corazones y su participación en el programa de televisión Chataing TV fue locutor y voz oficial del circuito La Mega Venezuela actualmente lleva por el mundo su Stand Up Nos Reiremos de Esto junto a su excompañera de Chataing TV Jean Mary Currò.
- Chris Andrade, es un comediante, escritor, y guionista venezolano. Fue redactor en jefe de la página de sátira política venezolana El Chigüire Bipolar. Actualmente se desempeña como comediante de stand-up, copywriter y podcast host de Escuela de Nada.[33]
- Alejandra Otero

##### Generación de Relevo
La Generación de Relevo fue una iniciativa creada por los comediantes Laureano Márquez y Emilio Lovera en la que reclutaron a varios jóvenes venezolanos para formar un espectáculo humorístico único en un momento en el cual es país estaba atravesando por una profunda crisis social y política. Debido a que marcó un hito que fue fundamental para consolidar el arte de la comedia en vivo en Venezuela, a su vez, formó a toda una generación de comediantes que se han convertido en representantes de la comedia  a nivel nacional. Entre sus integrantes más reconocidos actualmente en el medio, destacan Franártur Duque, Reuben Morales, C J León y Bobby Comedia.